# Comăneasca
Comăneasca – wieś w Rumunii, w okręgu Braiła, w gminie Tudor Vladimirescu. W 2011 roku liczyła 216 mieszkańców.